# Diego Díaz Alonso
Diego Díaz Alonso (Oviedo, 1981) es un historiador y periodista español especializado en movimientos sociales. Es el director del medio de comunicación digital Nortes. Formó parte del consejo de redacción de la desaparecida revista Atlántica XXII y colabora habitualmente en El Salto.

## Trayectoria
Díaz se doctoró en Historia en la Universidad de Oviedo. Es miembro del grupo de investigación de la Universidad Autónoma de Barcelona dirigido por Xavier Domènech y Francesc Vilanova "Estado y dinámicas nacionales en España (1931-1978)". Sus principales temas de investigación son los nacionalismos, las izquierdas y los movimientos sociales, y las relaciones entre cultura y política. 
Como activista social, participó en los años 90 en el movimiento estudiantil y antiglobalización, y posteriormente, se sumó a las protestas del 15-M surgidas en mayo de 2011. En 2018, Díaz fue juzgado por el Tribunal Superior de Justicia del Principado de Asturias por su presunta participación, junto a otras nueve personas, en la ocupación de la antigua Consejería de Sanidad de Asturias, que entre 2011 y 2014, se convirtió en el Centro Social Ocupado y Autogestionado La Madreña, donde se desarrollaron iniciativas sociales, políticas y culturales.
En 2015, formó parte de la fundación de la plataforma ciudadana Somos Oviedo, codirigiendo la campaña electoral de la formación municipalista respaldada por Podemos. Tras lograr la segunda posición en las elecciones de ese año, Somos Oviedo formó gobierno junto a PSOE e Izquierda Unida, con Ana Taboada como vicealcaldesa.
Compagina su labor como investigador con el periodismo, y ha escrito en medios como La Nueva España, Les Noticies y Diagonal. Además, publica habitualmente en El Salto y formó parte del consejo de redacción de la desaparecida revista Atlántica XXII. Ha colaborado en las diversas obras colectivas sobre el movimiento obrero y antifranquista asturiano y el independentismo catalán, como Els raons dels indignats, en 2011, El movimiento obrero en Asturias durante el franquismo: 1937 1977, en 2013, y El proceso separatista en Catalunya. Análisis de un pasado reciente: 2006 2017, en 2017.
En 2019, Díaz publicó su primer libro en solitario, titulado Disputar las banderas. Los comunistas, España y las cuestiones nacionales (1921-1982), un ensayo donde analiza, entre otras cosas, el patriotismo español construido alrededor de la Transición y la Constitución de 1978, y su relación con la izquierda española. Esta obra fue incluida en un listado de los mejores ensayos escritos en España en 2019 del periodista Víctor Lenore en el medio digital Vozpópuli.
Al año siguiente, en 2020, publicó Pasionaria. La vida inesperada de Dolores Ibárruri, una biografía en la que analiza la figura de la política y dirigente comunista española Dolores Ibárruri desde una perspectiva contemporánea y feminista. Esta segunda obra de Díaz, cuya publicación coincidió con el centenario del Partido Comunista de España, contó con un prólogo del periodista Enric Juliana,
En mayo de 2022, Díaz y otros dos miembros de la revista Nortes, Jara Cosculluela y Nacho Durán, fueron sancionados con multas de 601 euros por una supuesta obstrucción a los servicios de emergencia, en aplicación de la Ley Orgánica de protección de la seguridad ciudadana de 2015 conocida como la Ley Mordaza, por la publicación de un artículo en el que se cuenta y se muestra con un vídeo una intervención policial en julio de 2021 en Gijón que acabó con dos personas detenidas.

## Obra
- 2019 – Disputar las banderas. Los comunistas, España y las cuestiones nacionales (1921-1982). Ediciones Trea. ISBN 978-84-17767-42-6.[19]
- 2020 – Pasionaria. La vida inesperada de Dolores Ibárruri. Con prólogo de Enric Juliana. Editorial Hoja de Lata. ISBN 978-84-16537-98-3.[20]